# Beverly Peele
Beverly Peele (ur. w 1975 roku) – amerykańska modelka.
Debiutowała w modelingu w 1987 roku w Los Angeles. Później podpisała też kontrakt w Nowym Jorku. W 1989 roku pojawiła się na okładce amerykańskiego wydania magazynu mody Mademoiselle, to okazało się przepustką do Europy. W latach 1990–1994 pracowała w Londynie, Paryżu i Mediolanie, następnie wróciła na wybiegi Los Angeles i Nowego Jorku. Na wybiegu prezentowała kolekcje takich projektantów jak: Azzedine Alaia, Karl Lagerfeld, Alberta Ferretti, Katharine Hamnett, Chanel, Fendi, Christian Dior, Comme Des Garçons, Gianfranco Ferré, Paco Rabanne i Yohji Yamamoto. W 1992 roku razem z Nadją Auermann wystąpiła w klipie do piosenki Too Funky George'a Michaela.